# Jean-Pierre Sabouret (journaliste)
Pour les articles homonymes, voir Jean-Pierre Sabouret.
Jean-Pierre Sabouret, né le 12 janvier 1961, est un journaliste et écrivain spécialisé dans la musique (rock, blues, folk...).

## Biographie
Fan des Beatles et d'AC/DC, Jean-Pierre Sabouret débute dans un petit groupe de rock (guitare). Photographe amateur, il propose ses photos de concerts à Hard Rock Magazine où il deviendra rapidement journaliste et photographe professionnel.
Il rencontre alors ses idoles (de Motörhead à Iron Maiden en passant par Kiss, Metallica ou AC/DC) et devient en 1988, présentateur de l'émission « Boulev'hard des clips » sur M6, avant de réaliser des émissions sur Metallica, Kiss, Dio... Il quitte M6 pour MCM où il réalise l'émission Dr. Heavy & Mr Hard puis diverses émissions, Zone Rouge, Fan Club... Il devient ensuite rédacteur chef de Guitar World, puis Rock World, Guitare Planète, Best, tout en collaborant pendant neuf ans à Hard'n Heavy. À partir de 2001 il rejoint l'équipe de Guitarist publiant également des articles et photos dans Rock You, Mojo, Q, Acoustic Unplugged, Metal Obs, Bass Part, Rock Band ou Guitar Part. Il a également animé des émissions sur Radio Digitale et RMC...
Il est l'auteur de livres sur Motörhead, le hard rock, Red Hot Chili Peppers, Green Day, Rammstein ou Placebo...

## Presse
- Hard Rock Magazine : Journaliste puis co-rédacteur en chef avec James Petit ;
- Guitar World : Rédacteur en chef
- Guitard Planète : Rédacteur en chef
- Best : Rédacteur en chef
- Hard & Heavy
- Rock You ;
- Guitarist Magazine: il y est journaliste et photographe depuis 2001.
- Metal Obs
- Bass Part

## Télévision
- Boulv'Hard sur M6 ;
- Rock n'Hard sur M6 ;
- Dr Heavy and Mr Hard sur MCM.

## Livres
Traduction
- Mojo Beatles
  - 1000 Jours de Beatlemania - Les premières années du 1er avril 1962 au 31 décembre 1964 ;
  - 1000 Jours qui ont secoué la planète - Les années psychédéliques des Beatles 1965-1967 ;
  - 1000 Jours de la révolution - Les dernières années Beatles du 1er janvier 1968 au 27 septembre 1970.
  - Les 3 hors-séries seront par la suite rassemblés en un livre : The Beatles 1961-1970 - Dix années qui ont secoué le monde (ed. Mojo).
- Numéro Spécial Q magazine : Led Zeppelin dans l'intimité du groupe de rock ultime.
- Dylan : Portraits et témoignages de Mark Blake (ed. Mojo) et une préface de Bono.

Auteur
- L'histoire des Red Hot Chili Peppers, hors série Rock You ;
- L'histoire secrète de Rammstein, hors série Rock You ;
- We Are (All) Motörhead, ed. Camion Blanc ;
- Hard Times : L'âge d'or du hard rock, 1968-1993, textes de Jean-Pierre Sabouret et photos de Pierre Terrasson.

## CD
- Compil Dr Heavy and Mr Hard ;
- Participation au Tribute to Trust sur le morceau Police Milice par Tito & Tarantula